# Hålishalsen
Hålishalsen är ett bergspass i Antarktis. Det ligger i Östantarktis. Norge gör anspråk på området. Hålishalsen ligger 2 446 meter över havet.
Terrängen runt Hålishalsen är platt åt sydost, men åt nordväst är den kuperad. Trakten är obefolkad. Det finns inga samhällen i närheten.